# Satans skinn

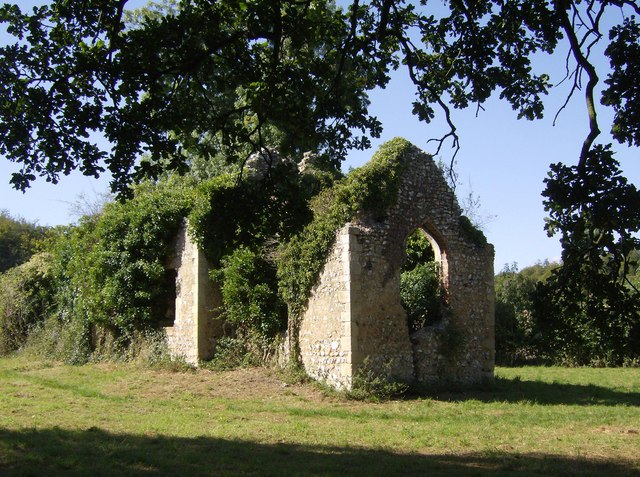
Ruinerna av Saint James Church i Bix and Assendon stod som plats för några av filmens mest dramatiska scener.

Satans skinn (originaltitel: The Blood on Satan's Claw) är en brittisk skräckfilm med övernaturliga inslag från 1971 i regi av Piers Haggard.

## Handling
I en by i 1600-talets England dras samhällets ungdomar långsamt in i en djävulsdyrkande coven.

## Medverkande (i urval)
| Patrick Wymark  | – Domaren            |
| Linda Hayden    | – Angel Blake        |
| Barry Andrews   | – Ralph Gower        |
| Michele Dotrice | – Margaret           |
| Wendy Padbury   | – Cathy Vespers      |
| Anthony Ainley  | – Pastor Fallowfield |

## Om filmen
I BBC-dokumentären A History of Horror från 2010 inkluderade den engelske författaren och skådespelaren Mark Gatiss filmen i en sub-genre som han kallade för "folk horror" ("folkskräck", det vill säga skräckfilm med teman och inslag av folklore eller gammal folktro). I samma genre placerade han filmerna Den blodiga snaran från 1968 och Dödlig skörd från 1973.